# Sawu
Sawu, także Savu – wyspa w Indonezji w archipelagu Małe Wyspy Sundajskie pomiędzy morzem Sawu (od północy) i Oceanem Indyjskim (od południa). Powierzchnia 379,9 km² (według innych źródeł 414 km²), długość linii brzegowej 90,1 km, ok. 30 tys. mieszkańców.
Leży w grupie czterech wysp zwanych wyspami Sawu (pozostałe, dużo mniejsze to Rai Jua, Rai Hawu i Rai Dana) o łącznej powierzchni ok. 470 km².
Powierzchnia nizinna, najwyższe wzniesienie 366 m n.p.m. Uprawa ryżu, kukurydzy, palmy kokosowej, bawełny; rybołówstwo.
Administracyjnie należy do indonezyjskiej prowincji Małe Wyspy Sundajskie Wschodnie. Główne miejscowości to Sawu i Seba.

## Władcy Sawu
- Samuel Thomas Jawa (Logo Rihi) (władca Sawu w grupie wysp Sawu 1915–1937; władca Seby od 1907)
- Paulus Charles Jawa (Rohi Rihi) (1937–1963) [brat]